# Leicester Forest East
Leicester Forest East – osada i civil parish w Anglii, w Leicestershire, w dystrykcie Blaby. W 2011 civil parish liczyła 6719 mieszkańców.